# 江廷藻
江廷藻（15世紀—16世紀），字南濱，南直隸寧國府旌德縣金鰲里人，明朝政治人物。

## 生平
江廷藻是嘉靖十年（1531年）辛卯科應天鄉試第九十名舉人，三十五年（1556年）授鉅野知縣，剛抵任遇上白蓮教叛亂，他率兵殲滅渠魁，人民獲得安寧，同時他招撫流移、減免賦役，並以地方連年災難，請求朝廷給種墾荒，親自監督種植桑棗，陞大名通判，因父親患病辭官，著有《南濱集》，入鉅野名宦祠。

## 引用
1. 1 2  民國《旌德縣志·卷十八·人物》：江廷藻，字南濱，金鰲里人，嘉靖辛卯舉人，授山東鉅野知縣，甫蒞任白蓮教叛，數郡被害，藻率兵殲渠魁服，脅從民賴以安，欽賜奬厲，撫流移、減賦役，邑多曠土，親督種植桑棗，陞大名府別駕，以父疾乞歸，著有《南濱集》，崇祀鉅野名宦。 見府志
2. ↑  道光《鉅野縣志·卷十·口碑志》：江廷藻，安徽旌德縣人，嘉靖丙辰由舉人來知縣事，值災傷年久，地荒民逃，亟請當道給種墾荒，流民還集，凡舍學校廢墜畢舉，先是差役煩重，民不堪命，力請當道裁減，民得更生，後世賴之。